# پی‌آرسی۲
پی‌آرسی۲ (انگلیسی: PRC2) یا کمپلکس ۲ سرکوب‌کنندهٔ پلی‌کام یکی از دو عضو خانوادهٔ پروتئین‌های گروه پلی‌کام (PcG) است که فعالیت هیستون متیل‌ترانسفرازی دارد و وظیفهٔ اصلی‌اش متیل‌دار کردن هیستون اچ۳ بر روی لیزین شماره ۲۷ (به‌عنوان نمونه: اچ۳کی۲۷ام‌ئی۳) است که نشانه‌ای از خاموش بودن فرایند رونویسی کروماتین است. پی‌آرسی۲ به‌همراه پی‌آرسی۱ برای خاموش کردنِ درازمدت اپی‌ژنیک کروماتین لازم هستند و نقش مهمی در تمایز سلول‌های بنیادی و تکوین آغازین رویان دارند. پی‌آرسی۲ در بسیاری از جانداران چندسلولی یافت می‌شود.
پی‌آرسی۲ همچنین در غیرفعال‌سازی کروموزوم ایکس، حفظ سرنوشت سلول‌های بنیادی و نقش‌گذاری ژنومی نقش دارد. بیان نابجای پی‌آرسی۲ در برخی انواع سرطان مشاهده شده‌است. جهش‌های یافت‌شده در سرطان‌ها، هم از نوع «جهش‌های کارکردزا» و «جهش‌های کارکردزدا» است و این موضوع نشان‌دهندهٔ نقش پیچیدهٔ این کمپلکس پروتئینی در این بدخیمی‌هاست.
اصولاً ژن پروتئین‌های گروه پلی‌کام  به‌طور مستقیم و غیرمستقیم پاسخ سلول در برابر آسیب‌های DNA را تنظیم می‌کند و همچون سدی در مقابل بروز سرطان عمل می‌کند. به نظر می‌رسد پی‌آرسی۲ در محل شکستگی‌های دورشته‌ای دی‌ان‌ای حاضر است و چنین آسیب‌هایی را از طریق ترمیم اتصال انتهاهای غیر همولوگ ترمیم می‌کند.